# Cryptocephalus cognatus
Cryptocephalus cognatus es una especie de insecto coleóptero de la familia Chrysomelidae.
Fue descrita científicamente en 1888 por Costa.